# 西畠清順
西畠 清順（にしはた せいじゅん、1980年10月29日 -）は、プラントハンター、日本の実業家。
日本各地、世界中を旅してさまざまな植物を収集し、国内外の政府機関、企業、王族貴族など、様々な依頼やプロジェクトに応じて植物を届けてきた。主に仕事を通じて各国を渡り歩き、現地での植物調査・交渉・輸送手配を自ら行う姿勢から、テレビやメディアでは「現代のプラントハンター」と称されている
生花、園芸植物の販売・卸業・造園業を請け負うそら植物園株式会社（本社：大阪府池田市）代表取締役、アドバイザリーやコンサルティング事業を経営する株式会社 株式会社 office N seijun（本社：東京都渋谷区）代表取締役。
その他、植物に関連する事業のプロデューサー、ディレクター、講演やメディア出演など活動の幅を広げている。
兵庫県川西市出身

## 経歴
- 小学2年生から 少林寺拳法を、中学から高校まで野球をやっていたと取材で語っている。[5]
- 1996年 - 川西明峰高校入学、野球部に在籍、1年生では第78回全国高校野球兵庫大会にて3年生のいないチーム[6]の控だった[7]。一回戦で敗退[8]。
- 1997年 - 2年生の第79回同兵庫大会でも控で[9]、四回戦で敗退した[10]。
- 1998年 - 3年生の第80回同兵庫大会では一塁手として参加[11]。一回戦の5回裏、二死一、二塁から一塁ゴロでアウトになったもののその前にボークがあったとされ走者が二、三塁に進んだ場面で西畠が2点三塁打で逆転と報じられた[12]。二回戦で敗退した[13]。
- 2010年3月31日 - 花と植木の卸問屋を営む「株式会社花宇」の取締役に就任する[14]。「花宇」の創業年について西畠は具体的に記す場合は1868年（明治元年）[15][16][17]としていたが、同時に「そら植物園」のウェブサイトで「幕末の明治元年」(原文ママ)としていたことがあり[18]、単に「幕末」[19][20][21][22]とすることも多い。
- 2011年 - 「情熱大陸」に出演
- 2012年 - 株式会社花宇で働いていた時期に「そら植物園」と命名した活動を開始する。スローガンは「ひとの心に植物を植える」とした。[23]。
- 2015年
  - 1月20日 - 「株式会社花宇」の5代目として代表取締役に就任する[14]。
  - 8月3日 - 「西畠清順事務所株式会社」（旧）成立、代表取締役に就任する[24]。
- 2016年
  - 8月12日 - 「そら植物園株式会社」（旧）設立、代表取締役に就任[25]。
  - 10月18日 - 商号を入れ替えて「西畠清順事務所株式会社」（旧）が「そら植物園株式会社」（新）に[26]、「そら植物園株式会社」（旧）が「西畠清順事務所株式会社」（新）とする。
- 2017年
  - 5月4日[25] - 「西畠清順事務所株式会社」（新）を「そら植物園コンサルタント株式会社」と改称する[27]。
  - 10月4日 - 「めざせ！世界一のクリスマスツリーPROJECT 〜輝け、いのちの樹。〜」プレスリリースを発表する[28]。
  - 10月5日 - 「株式会社花宇」取締役を辞任した。
  - 12月 - 神戸市メリケンパークにて「めざせ！世界一のクリスマスツリーPROJECT 〜輝け、いのちの樹。〜」を実行委員長として開催する。[29]
- 2018年
  - 8月 - Ginza Sony Park（銀座ソニーパーク）の地上フロアの植栽を出店するアヲ GINZA TOKYOとしてプロデュースする。アヲ GINZA TOKYOでバオバブを限定発売した2日後に銀座ソニーパークを手掛けるソニー企業株式会社から販売終了が告知。
- 2019年
  - 10月31日 - 「そら植物園株式会社」の住所を兵庫県川西市から大阪府池田市に変更[30]。
- 2020年
  - 9月30日 - アヲ GINZA TOKYOの営業が終了[31]

- 2023年
  - 5月10日 - 「そら植物園コンサルタント株式会社」から「株式会社 office N seijun」へ社名変更[32]

## 活動
西畠清順及び関係する法人の活動には企業、自治体、個人などの顧客のために植物を調達するものがある。また自身（自社）によるイベントのために植物を調達することもある（「#めざせ！世界一のクリスマスツリーPROJECT」を参照）。そうした活動の広報のためなどメディアに出演することもあり、企業や自治体のプロモーションのためテレビCMや動画に出演することもあった。

## 主な出演
テレビ出演
テレビ番組
- 「情熱大陸」（毎日放送、2011年3月1日）
- 「ルソンの壺」（NHK総合、2011年6月1日）
- 「情報7daysニュースキャスター」（TBS、2012年3月1日）
- 「news every.」（日本テレビ、2012年3月1日）
- 「とくダネ!」（フジテレビ、2012年3月1日）
- 「NHK NEWS おはよう日本」（NHK総合、2012年3月1日）
- 「KBCニュース」（NHK BSプレミアム、2012年6月1日）
- 「ほっと＠アジア」（NHK BS-1、2013年2月1日）
- 「ぐるっと関西おひるまえ」（NHK総合（近畿地方）、2013年8月1日）
- 「堂本剛のココロ見」（NHK BSプレミアム、2013年8月1日）
- 「マツコの知らない世界」（TBS、2013年8月1日）
- 「めざましテレビ」（フジテレビ、2013年9月1日）
- 「課外授業 ようこそ先輩」（NHK総合、2013年12月1日）[39]
- 「あさイチ 「グリーンスタイル」」（NHK総合、2014年7月1日）
- 「世界一受けたい授業」（日本テレビ、2014年8月1日）[40]
- 「NHKとっておきサンデー」（NHK総合、2014年11月1日）
- 「かんさい情報ネットten.」（読売テレビ、2015年2月1日）
- 「NHK NEWS おはよう日本」（NHK総合、2015年3月1日）
- 「オトナの！」（TBS、2015年3月4日）
- 「NHKスペシャル」 地球を活（い）け花する～プラントハンター 世界を行く～（NHK総合、2015年3月28日）[41]
- 「ガイアの夜明け」（テレビ東京、2015年5月1日）[42]
- 「アーシストcafe 緑のコトノハ」（BS朝日、2015年6月1日）
- 「Fresh Faces　− アタラシイヒト−」（BS朝日、2015年6月14日）
- 「勇さんのびわ湖カンパニー」（BBCびわ湖放送、2015年7月1日）
- 「プラントハンター西畠清順の世界７大陸植物園」（RKB毎日放送、2015年9月1日）
- 「A-Studio」（TBS、2016年2月5日）
- 「ココカラ」（ケーブルテレビ J:COM、2016年2月22日〜28日）
- 「こんな仕事があったんだ 未来へのショータイム」（フジテレビ、2016年2月28日）[43]
- 「みんなのニュース」（フジテレビ、2016年3月22日）
- 「NHKニュース10」（NHK総合、2016年5月1日）
- 「トリコの矢」（フジテレビ、2016年5月21日）[44]
- 「ビーバップ！ハイヒール」（朝日放送テレビ、2016年7月7日）[45]
- 「めざましどようび」（フジテレビ、2016年8月1日）
- 「世界の何だコレ!?ミステリー」（フジテレビ、2016年8月17日）
- 「SOLiVE 24 Ch.」（ウェザーニュース、2016年9月1日）[46]
- 「ボクらの時代」（フジテレビ、2016年11月1日）
- 「ニッポンのミカタ」（テレビ東京、2016年11月18日）
- 「おやかまっさん」（KBS京都テレビ、2016年12月21日）
- 「戦国の女傑 “直虎”の魅力」（NHK総合、2017年1月3日）

- 「あさイチ「JAPAN-NAVI」」（NHK総合、2017年2月1日）
- 「未来EYES」（BSジャパン、2017年2月12日）
- 「デイリーニュース」（ケーブルテレビ J:COM、2017年2月17日）
- 「情報維新！やまぐち」（NHK山口放送局、2017年4月1日）
- 「オイコノミア」（NHK山口放送局、2017年4月5日）
- 「トーキングフルーツ」（フジテレビ 、2017年4月18日）
- 「おはよう中国」（NHK総合（中国地方） 、2017年5月1日）
- 「たむらけんじのぶっちゃ〜けBar」（eo光チャンネル 、2017年5月15日）
- 「めざましテレビ」（フジテレビ 、2017年6月23日）
- 「ニュース枠」（富山テレビ、2017年10月20日）
- 「ニュース枠」（チューリップテレビ、2017年10月20日）
- 「ニュース枠」（北日本放送、2017年10月27日）
- 「報道ランナー」（関西テレビ、2017年10月27日）
- 「NEWS PORT」（サンテレビ、2017年10月27日）
- 「日曜ビッグバラエティ「必着！にっぽんの運び屋～物流の裏側＆スゴ技連発ＳＰ～」」（テレビ東京 、2017年11月5日）
- 「ニュース枠」（北日本放送、2017年11月5日）
- 「ニュース枠」（チューリップテレビ、2017年11月5日）
- 「ニュース枠」（チューリップテレビ、2017年11月9日）
- 「KNB news every.」（北日本放送、2017年11月10日）
- 「報道ランナー」（関西テレビ、2017年11月13日）
- 「ほっと関西」（NHK大阪、2017年11月13日）

- 「キャスト」（朝日放送、2017年11月13日）
- 「NEWS PORT」（サンテレビ、2017年11月13日）
- 「ちちんぷいぷい ※生中継」（毎日放送、2017年11月14日）
- 「おはよう関西　※生中継」（NHK大阪、2017年11月17日）
- 「あさイチ　※生中継」（NHK総合、2017年11月17日）
- 「ニュース枠」（読売テレビ、2017年11月17日）
- 「かんさい情報ネットten.」（読売テレビ、2017年11月17日）
- 「ニュース枠」（毎日放送、2017年11月17日）
- 「VOICE」（毎日放送、2017年11月17日）
- 「ちちんぷいぷい　※生中継」（毎日放送、2017年11月17日）
- 「ほっと関西」（NHK神戸、2017年11月17日）
- 「キャスト」（朝日放送、2017年11月17日）
- 「NEWS PORT」（サンテレビ、2017年11月17日）
- 「ニュース枠」（サンテレビ、2017年12月1日）
- 「報道ステーション　※生中継」（テレビ朝日、2017年12月1日）
- 「かんさい情報ネットten.」（読売テレビ、2017年12月1日）
- 「報道ランナー」（関西テレビ、2017年12月1日）
- 「VOICE」（毎日放送、2017年12月1日）
- 「ちんぷいぷい 　※生中継」（毎日放送、2017年12月1日）
- 「キャスト -CAST-」（毎日放送、2017年12月1日）
- 「NEWS PORT」（サンテレビ、2017年12月1日）

- 「ほっと関西」（NHK大阪、2017年12月1日）
- 「WBS ワールドビジネスサテライト」（テレビ東京、2017年12月1日）
- 「KNB news every.」（北日本放送、2017年12月1日）
- 「命を運び、その大切さを伝える プラントハンター西畠清順」（CS ディスカバリーチャンネル、2017年12月1日）
- 「ニュース枠」（毎日放送、2017年12月2日）
- 「ニュース枠」（朝日放送、2017年12月2日）
- 「ニュース枠」（関西テレビ、2017年12月2日）
- 「読売テレビ」（関西テレビ、2017年12月2日）
- 「NHK神戸」（関西テレビ、2017年12月2日）
- 「朝生ワイド す・またん！ 　※生中継」（読売テレビ、2017年12月4日）
- 「あさイチ」（NHK総合、2017年12月4日）
- 「報道ランナー」（関西テレビ、2017年12月4日）
- 「ニュース枠」（チューリップテレビ、2017年12月4日）
- 「富山いかがdeSHOW」（富山テレビ、2017年12月9日）
- 「雨上がりの「Aさんの話」 〜事情通に聞きました!〜」（朝日放送、2017年12月12日）[47]
- 「めんたいワイド」（FBS福岡放送、2017年12月14日）
- 「情熱大陸 20周年スペシャル　※生中継」（毎日放送、2017年12月17日）
- 「やすとも×中川家の旅はノープラン」（読売テレビ、2017年12月23日）
- 「ほっと関西」（NHK大阪、2017年12月26日）
- 「ニュース枠」（フジテレビ、2017年12月26日）

- 「NEWSPORT」（サンテレビ、2017年12月26日）
- 「ニュース枠」（読売テレビ、2017年12月26日）
- 「浮世絵EDO-LIFE」（NHKスーパーハイビジョン試験放送、2018年3月25日）[48]
- 「ぐるっと関西おひるまえ」（NHK大阪、2018年4月5日）
- 「世界まる見えテレビ特捜部」（日本テレビ、2018年4月16日）[49]
- 「ヒルナンデス！」（日本テレビ、2018年8月1日）
- 「Japan From Above（中部・近畿編）」（NHK WORLD-JAPAN、2018年8月26日）
- 「奇跡の植物紀行～神秘のオセアニア～」（NHK BSプレミアム、2018年10月3日）[50]
- 「ほっと関西」（NHK大阪、2018年9月25日）
- 「とくダネ！」（フジテレビ、2018年10月9日）
- 「たけしのニッポンのミカタ！」（テレビ東京、2019年1月18日）[51]
- 「フロム・ザ・スカイ 空から見た日本」（NHK BSプレミアム、2019年1月27日）
- 「世界らん展2019 〜花と緑の祭典〜」（NHK BSプレミアム、2019年2月17日）
- 「かんさい情報ネット ten.」（読売テレビ、2019年5月15日）
- 「Nature Guardians」（中国国際放送 CGTN、2019年7月8日）
- 「運搬千鳥「桜の運搬」」（フジテレビ 、2020年4月19日）
- 「華丸大吉&千鳥のテッパンいただきます！」（フジテレビ 、2020年6月2日）
- 「シューイチ」（日本テレビ 、2020年7月19日）[52]
- 「冒険！ヤバイヤー」（日本テレビ 、2020年9月1日）
- 「冒険！ヤバイヤー第二弾」（日本テレビ 、2020年9月12日）
- 「浮世絵EDO-LIFE 江戸園芸放談 （浮世絵EDO-LIFE の地上波放送）」（日本テレビ 、2022年8月18日）

- 「IMAGINEZ大学with Discovery番組内 「イマジネ大学講義」 テーマ「プラントハンターになりたい君へ」（CS ディスカバリーチャンネル 、2022年10月28日）[53]
- 「IMAGINEZ大学with Discovery番組内 「イマジネ大学講義」 テーマ「植物とその可能性」（CS ディスカバリーチャンネル 、2022年11月25日）
- 「IMAGINEZ大学with Discovery番組内 「イマジネ大学講義」 テーマ「植物とその可能性」（CS ディスカバリーチャンネル 、2022年11月25日）
- 「IMAGINEZ大学with Discovery番組内 「イマジネ大学講義」 テーマ「植物xベンチャー」（CS ディスカバリーチャンネル 、2023年1月13日）
- 「IMAGINEZ大学with Discovery番組内 「イマジネ大学講義」 テーマ「植物と人間の世代交代」（CS ディスカバリーチャンネル 、2023年3月24日）
- 「ニュースランナー」（関西テレビ 、2023年6月14日）
- 「世界の何だコレ!?ミステリー」（関西テレビ 、2023年8月23日）
- 「世界の何だコレ!?ミステリー」（関西テレビ 、2023年9月27日）
- 「日経スペシャル カンブリア宮殿 〜村上龍の経済トークライブ〜」現代のプラントハンター 「人々を魅了する」驚きの仕事術（テレビ東京 、2023年10月5日）- そら植物園代表として出演[54]。
- 「ジュニア、伺う」（BSよしもと、2023年10月13日）
- 「ナニコレ珍百景」（BSよしもと、2023年11月15日）
- 「世界の何だコレ!?ミステリー」（関西テレビ 、2023年12月27日）
- 「世界の何だコレ!?ミステリー」（関西テレビ 、2024年10月23日）

ラジオ番組
- 「ごごばん！」（TOKYO FM、2011年4月1日）
- 「rowing Reed」（J-WAVEG、2014年10月26日）
- 「安住紳一郎の日曜天国」（TBSラジオ、2015年11月15日）[55]
- 「ラジオ深夜便」（NHKラジオ、2016年1月2日）
- 「JFN37 stationsももいろクローバーZのSUZUKI ハッピー・クローバー」（TOKYO FM、2016年2月14日）[56]
- 「NOEVIR BOTANICAL LIFE」（TOKYO FM、2016年6月10日）
- 「NOEVIR BOTANICAL LIFE」（TOKYO FM、2016年6月24日）[57]
- 「JFN37 stations いのちの森 voice of forest」（TOKYO FM、2016年7月17日）[58]
- 「JFN37 stations いのちの森 voice of forest」（TOKYO FM、2016年7月24日）[59]
- 「OTHERS」（J-WAVE、2016年7月30日）
- 「JFN37 stations いのちの森 voice of forest」（TOKYO FM、2016年7月31日）
- 「POP UP!」（J-WAVE、2016年8月9日）
- 「安住紳一郎の日曜天国」（TBSラジオ、2016年9月5日）
- 「MISIA星空のラジオ」（NHK-FM、2016年9月13日）[60]
- 「SEASONS」（J-WAVE、2016年9月27日）
- 「MISIA 星空のラジオ（総集編 後半）」（NHK-FM、2016年12月13日）
- 「おはよう中国」（NHKラジオ第一、2017年1月6日）
- 「NEC Presents THE FLINTSTONE«」（bayfm、2017年4月22日）[61]
- 「WONDER VISION」（J-WAVE、2017年7月2日）
- 「THE MAGNIFICENT FRIDAY」（FM COCOLO、2017年10月13日）
- 「Nj on the Radio!」（FM 大阪、2017年11月25日）
- 「JAM THE WORLD」（J-WAVE、2017年11月29日）
- 「めざせ！世界一のクリスマスツリーPROJECT with槇原敬之」（Kiss FM KOBE、2017年12月10日）[62]
- 「KAI presents Earth Radio」（Inter fm、2017年12月23日）
- 「GINZA SONY PARK OPENING SPECIAL「Tokyo Where？」」（TOKYO FM、2018年8月9日）
- 「CURIOUS HAMAJI」（bayfm、2018年8月25日）
- 「CURIOUS HAMAJI」（bayfm、2018年9月1日）
- 「西国三十三所 Trip around 33」（FM 大阪、2019年9月12日）
- 「TOOTH TOOTH SOLEIL」（Kiss FM KOBE、2020年1月2日）
- 「TOKYO SPEAKEASY」（TOKYO FM、2020年8月24日）
- 「Sky presents 藤原竜也のラジオ」（ABCラジオ系列、2021年1月8日）
- 「武内陶子の『ごごカフェ』」（NHKラジオ第一、2021年9月27日）
- 「KEWPIE HALF presents SENSE OF WELL-BEING」（J-WAVE、2022年5月4日）[63]
- 「コシノジュンコ MASACA」（TBSラジオ、2023年 7月30日、8月6日）[64]
- 「カルチャーラジオ 日曜カルチャー」（NHKラジオ、2023年 9月10日）[65]
- 「CJPF RADIO」（クールジャパン官民連携プラットフォーム、2023年 11月30日）[66]

## 主な展覧会
- 2013年10月12日(土)-11月17日(日) 「ハウステンボス×そら植物園『世界一周植物園』」ハウステンボス（長崎）
- 2015年7月3日(金)-8月16日(日)「ウルトラ植物博覧会、西畠清順と愉快な植物たち」ポーラ ミュージアム アネックス（銀座）
- 2015年9月5日(土) -2015年11月29日(日)「西畠清順の世界7大陸植物園!!」アイランドシティ中央公園ぐりんぐりん（福岡）
- 2016年8月4日(木)-9月25日(日)「ウルトラ植物博覧会2016」西畠清順と愉快な植物たち」ポーラ ミュージアム アネックス（銀座）
- 2016年9月14日(水) - 9月19日(月) 「プラントハンター 西畠清順 世界の植物文様展」 松屋銀座

## プロジェクト・監修
- 2012年7月26日(木) 「砂漠のバラ」 栽培キット（ほぼ日刊イトイ新聞）[67]
- 2013年7月24日(水) 樹齢５００年のオリーブなどの植栽を提供(小笠原伯爵邸)[68]
- 2013年7月10日-11月17日(日) 「世界一周植物園」(ハウステンボス株式会社)
- 2015年4月17日-5月10日(日)「迷宮植物園」(嘉穂無線株式会社)
- 2015年5月「パークシティ大崎」の植栽計画をプロデュース
- 2016年3月「“お持ち帰り” したい、日本の園芸」(株式会社中川政七商店)
- 2016年11月28日-12月25日(月)「T-SITE Green CHRISTMAS」（代官山蔦屋書店 ）[69]
- 2017年1月「おんな城主 直虎」 (株式会社EPOCH)
- 2018年3月16日(金)「オフィス緑化」(Sansan株式会社)
- 2018年6月13日(水)「ウェッジウッド バーリントンポット」(WEDGWOOD)
- 2019年4月18日(木)-4月25日(木)「パウラズ ロードトリップ」ポップアップ ストア (ロエベ)
- 2019年11月13日(水)「Centrepoint 50th Anniversary」で植物装飾のプロデュース(Centrepoint)
- 2020年11月6日(水)「ところざわサクラタウン」(株式会社KADOKAWA / 公益財団法人角川文化振興財団)
- 2022年07月30日(土)「オルタナの森・Minoh」(株式会社OUTDOOR LIVING)
- 2023年03月20日(月)「日販王子流通センター」(日販グループホールディングス株式会社)
- 2023年08月25日(金)「BOTANICAL POOL CLUB」(株式会社VALM)
- 2024年5月「建仁寺塔頭 蘭の寺」(西来院)

## 講演
- 2016年9月14日松屋銀座 文様展 講演会
- 2016年9月15日 代官山蔦屋書店 はつみみ出版記念トークショー
- 2016年9月18日 そら植物園×陽春園 あおぞら市 2016 トークショー
- 2016年10月02日 幕張蔦屋書店 はつみみ出版記念トークショー
- 2016年10月04日 積水ハウス　記念講演会
- 2016年10月22日 住友林業 住宅エクステリアガーデン研究 講演会
- 2016年10月22日 六本木アートナイトトークショー
- 2016年11月04日 中川政七商店 奈良博覧会トークショー
- 2016年11月14日 JEGデザインコンテスト2016 基調講演
- 2016年11月30日 寄付の教室 トークショー
- 2016年12月14日 花と自然のフォーラム　講演
- 2016年12月22日 京都丸善 はつみみ出版記念トークショー
- 2017年1月13日 キセラ川西 掘り取りイベント トークショー
- 2017年1月17日日本フローラルマーケティング協会 新春セミナー「これからは緑の時代」
- 2017年2月12日 有隣堂たまプラーザテラス はつみみ出版トークショー
- 2022年10月23日 日本植木協会講演会
- 2022年11月05日 兵庫県立川西北陵高校 講演会
- 2022年11月15日 【U-35 限定 HYOUGE NIGHT】
- 2022年11月23日 第 25 回ガーデニングクラブ「トレフル」主催講座
- 2022年11月28日 三菱地所主催 社内セミナー会
- 2022年12月06日 LIXIL 主催セミナー
- 2023年2月27日 文化都市金沢構想 講演会
- 2023年3月24日 Node 竣工レセプショントークセッション
- 2023年4月23日 水芭蕉あすなろウォーキング 特別講演会
- 2023年5月24日 神山まるごと高専 Wednesday Night
- 2023年8月23日 NHK文化センター青山教室 スズケン市民講座
- 2023年11月4日 C2 KANAZAWA 2023
- 2023年11月27日 KOIN 成功の秘訣
- 2023年11月28日 植物と未来のベンチャー展 レセプションパーティー
- 2024年2月14日 WORLD GOVERNMENTS SUMMIT
- 2024年4月21日 サクラ咲く美術館
- 2024年9月15日 志摩市制20周年記念特別フォーラム
- 2024年9月15日 みどりのフォーラム2024 -豊中みどりの交流会-

## 受賞歴
個人
- 2014年 川西市市民文化賞 受賞
- 2015年 CHANGEMAKERS OF THE YEAR 2015 受賞
- 2023年  Forbes JAPAN「カルチャープレナー30」選出

関わったプロジェクトの表彰
- 2012年 グッドデザイン賞 (株式会社KURKKU)
- 2014年第27回ニューオフィス推進賞 受賞 (Sansan 表参道オフィス)
- 2018年「小規模空間の緑化」 都市緑化機構会長賞 受賞 株式会社アトリウム、(株式会社アトレ、株式会社ジェイアール東日本建築設計事務所、大成建設株式会社、そら植物園株式会社、イビデングリーンテック株式会社)
- 2019年 グッドフォーカス賞 [新ビジネスデザイン] 受賞 (神勝寺 禅と庭のミュージアム)
- 2020年インダストリー・フォーラム・デザイン・ハノーファー （iF）/ iF デザインアワード2020 建築 金賞受賞 (ソニー企業株式会社、ソニー株式会社)
- 2021年 第40回 ディスプレイ産業賞 / 商業・複合施設部門 受賞(DMMかりゆし水族館)
- 2022年 第35回日経ニューオフィス賞 / 近畿ニューオフィス奨励賞 受賞 (西日本電信電話株式会社)

## そら植物園
そら植物園とは、西畠清順氏が2012年に「ひとの心に植物を植える」をスローガンに立ち上げた活動名であり、2016年に設立した株式会社及び同年に商号を交換した株式会社の名称である。
そら植物園は、国内外の企業や団体、行政機関、プロの植物業者たちからの依頼に応え、様々なプロジェクトを展開している。
2017年にクラブ「そら広場」をオープンさせた。

### 日本緑化企画株式会社
日本出版販売株式会社（当時。現在の日販グループホールディングス株式会社、略称:日販GHD）とそら植物園の合弁会社。2018年6月6日に設立、2019年10月16日に株式会社TSUTAYA及び日販GHDを引受先とする第三者割当増資を実施。

### office N seijun
主に企業や自治体を対象とし、植物と自然環境に関するコンサルティングや講演活動、執筆、イベント演出、取材対応、植物関連のベンチャー企業や合弁会社への投資や参画、コラボレーション等を展開している。

## FISH IN THE FOREST TOOTH TOOTH × そら植物園
神戸メリケンパークに位置するフランク・ゲーリー設計の安藤忠雄が監修を担当した建築「FISH」のリニューアルプロジェクトにおいて、神戸を代表するレストランTOOTH TOOTHとそら植物園がコラボレーションし、「FISH IN THE FOREST」という名前の「魚が自由に森の中を泳ぐような空間」をコンセプトにしたカフェレストランをオープン、屋内外共に個性豊かな植物があふれる空間を作り上げた。2020年4月末までコラボレーションが実施され、期間中カフェメニューでは、そら植物園オリジナルドリンクも楽しめた。

## そら植物園 西畠清順 × フェリシモ 「OliveilOve オリーブアイラブ」
西畠清順が主宰するそら植物園とフェリシモが共同で展開したプロジェクト「OliveilOve オリーブアイラブ」。平和の樹オリーブを中心に「植物をまんなかにした暮らしとひとのつながり」をテーマにライフスタイル製品を販売していた。また使用されているテキスタイルは北欧テキスタイルデザイナー マルガレータ・ホルムグレーン女史による描き下ろしオリジナルデザインが採用されていた。

## そら植物園 西畠清順 × 信州産サボテンのインスタレーション
2023年の第36回全国都市緑化信州フェア（長野県）のメイン会場で、西畠清順氏はそら植物園として「劇団四季展」や「いわさきちひろ・花とあそびの庭」と並ぶ特別企画展をプロデュースし、信州の内陸特有の気候がサボテン栽培に適していることを活かし、長野県下伊那郡豊丘村の愛好家が栽培したサボテンを使用したインスタレーションを、360度の鏡張り空間でメキシコの原風景を再現して展開した。展示には長野県塩尻市の善知鳥峠の石灰岩や地元河川の流木を用い、松本市立菅野中学校の美術部生徒が描いた絵画をブース外壁に貼り、70名以上の地元ボランティアが参加する地域密着型のプロジェクトとして制作された。

## 作風・人物像
現代のプラントハンターとして知られる西畠清順は、「ひとの心に植物を植える」という活動理念のもと、植物を通じた多様なメッセージの発信と、従来の枠にとらわれないボーダーレスな活動を展開している。
彼の作風の根幹には、単なる珍しい植物の収集や販売に留まらず、植物が持つ力や美しさ、そしてそれぞれの植物が育ってきた背景や物語を人々に伝えるという強い思いのもと活動を続けている。国内外を奔走し収集した多種多様な植物は、国内外の政府機関、企業、王族貴族からの依頼に応じたプロジェクト、不動産開発におけるランドスケープデザイン、森づくりなどの緑化事業 、企業の広告案件 、数々のイベントやアートプロジェクトなど、多岐にわたる分野で活用している。これらの活動を通じて、植物のあらゆる可能性に挑戦し、人々の意識や社会に新たな価値観を提示しようとする姿勢が彼の大きな特徴と言える 。
また、著書や各種メディアへの出演を通じて、植物に関する驚きや発見、学びを発信し、「植物的生き方」を提唱するなど、より多くの人々に植物への関心を持ってもらい、自然との繋がりを再認識してもらうための活動も積極的に行っている。
西畠清順の人物像は、既成概念にとらわれず、情熱と行動力をもって植物の未知なる可能性に挑み続ける、現代における異才の植物プロデューサーと言えるだろう。

## プラントハンターの呼称
「プラントハンター」と呼ばれるようになったのは、彼がブログを始めた際、友人がデザインしてくれたタイトルに "Plant hunter" という言葉が使われており、この偶然の命名からプラントハンターとしてのキャリアが始まった。その後2011年に放送された情熱大陸でプラントハンターという肩書きで紹介されたことで彼の活動が広く知られるようになった。2011年の自著『プラントハンター』の奥付等には「ブログ『プラントハンター』http://blog.hanau.jp/」と記載があり、「Plant Hunter さんのブログ」としてエントリーにリンクしている例がある。
プラントハンターとは、植物の保全・保護を動機とした植物採集を意味しており、これは『世界植物探検の歴史』に現代の植物園の役割」に続いて「現代のプラント・ハンター」のそれぞれに記載されている。
また、植物学者の塚谷裕一はカルロス・マグダレナ著『植物たちの救世主』の書評において、動物のハンターとプラントハンターは全く性格が違うとし、前者を「周知の動物のいのちを奪い、私欲を満たすもの」としながら、後者は「世に知られぬ植物についてその性質を明らかにし、増やし、そして世に広めるもの」とした上で、「日本で最近話題の自称プラントハンターは、むしろ動物のハンターに近い。」とする一方で、著者の活動を紹介しながら「これこそ本当のプラントハンターだ」と評した。
西畠は、テレビ番組『カンブリア宮殿』にて、植物業界での挑戦を決意した際、村上龍著「13歳のハローワーク」という本に出会った。この本の第1章でプラントハンターが紹介されており、「珍しいもの、希少なものを取引すると、莫大な利益を生むことがある。誰もやっていないことをやると利益が大きいが、そのリスクもまた大きい」という言葉に励まされたと語っていた。

## めざせ！世界一のクリスマスツリーPROJECT
めざせ！世界一のクリスマスツリーPROJECTめざせ せかいいちのクリスマスツリープロジェクト）は、「めざせ！世界一のクリスマスツリー実行委員会」が2017年、兵庫県神戸市で開催したイベント。

### 概要
西畠が世界一高い樹木を自ら運搬する事がプロジェクトの目的だった。プロジェクトでは「世界一の高さ」について終始「人工ではなく、人が届けた生木のクリスマスツリーとして根鉢を含めた鉢底から葉頂点までの植物体の全長が史上最大」と称し続けたが、人工でなく、人が届けた生木のクリスマスツリーの高さでのギネス世界記録は67.36mである。西畠は「めざせ！世界一のクリスマスツリー実行委員会」を組織し、神戸市やクリエイティブ広告ブティックTUGBOATらが参加した。2017年10月13日、TUGBOATは「めざせ！世界一のクリスマスツリー」の商標登録を出願した。クリスマスツリーとなる樹木は、富山県氷見市から西畠がヒノキ科アスナロ属のアスナロと同定した全長30mの樹木を選定したが、石川県巨樹の会会長高木政喜や北海道大学特任教授（造林学）小池孝良は「植生からみて（アスナロに似た）ヒノキアスナロかもしれない」と指摘している。石川県農林総合研究センター林業試験場の主任研究員、千木容は「富山、石川両県内にアスナロは生えておらず、ツリーになったのはアスナロに似たヒノキアスナロ。アスナロは木材としてあまり使われないが、ヒノキアスナロは高級木材になる」とした。西畠は樹木を搬出、新幹線輸送で使用される特殊車両で富山県伏木万葉ふ頭まで運び、船舶を用いて神戸港へ。その後11月に神戸市のメリケンパークに搬入、2017年12月2日からイベントを開始した。実行委員会は記録名称不詳（リリースではオーナメントの数、報道では「寄せられたメッセージ数」、飾りの数）のギネス世界記録登録を目標として50,000枚を目指すとしていたが、最終日には31,280枚で記録達成に満たないとして、イベント期間が終了した。一部で、イベント終了後のツリーの処遇に関して多くの批判が寄せられたが、実行委員会はイベント終了後のツリーは鳥居として奉納される予定であることを発表した。2017年12月17日には20周年を迎える『情熱大陸』の1時間スペシャルとして「めざせ！世界一のクリスマスツリーPROJECT」の経緯が放送されたがネットでの無料配信は行われなかった。
2018年5月、実行委員会は収支決算報告を公表し、ギネス記録名称が「Most ornaments for a Christmas tree (supported)」（クリスマスツリー周辺に飾られたオーナメントの数）だったとした。
「めざせ！世界一のクリスマスツリー」の商標は2018年6月に「株式会社土と空」へと出願人の名義が変更された。
その後、クリスマスツリーは、生田神社境内の生田森坐社の鳥居と、富山県氷見市の伝統的な伝馬船の材料、クラウドファンディング返礼品のカッティングボード、直径約3cmの球状の装飾品となった。伝馬船はそら植物園が所有、イベントなどで貸し出すとされる。西畠はInstagramにて球状の装飾品を詰めた伝馬船について「あすなろボールプール」とだけ記したが、氷見の伝馬船であることやその由来等は西畠もそら植物園も公には発表しなかった。

### 事故
2017年12月7日に、ロープに飾り付けたオーナメントの一部が脱落していることがわかった。1枚500円で販売していた願い事などを書けるプラスチック製（素材：ポリエチレンテレフタラート、厚さ：約0.1mm）のもので、12月9日には運営サイドが謝罪し、落ちた可能性のある購入者には購入者が自発的に申し出る事で再交付することを発表した。ツリーを岸壁から10メートルの陸地に設置し、自然分解しない材質を使用したオーナメントが強風と強度不足のために神戸港に一部落下したことに対し、海洋ごみ問題の環境団体「一般社団法人JEAN」は「海を汚す可能性に気付かなかったのなら残念。環境への影響を考えてほしい」とコメントした。

### 批判
大手通販会社がツリーの枝そのものを素材としたアクセサリー（バングル）販売を発表、営利目的との批判により炎上する騒ぎとなり、急遽販売は中止となった。西畠は公式サイトで営利目的を否定したが、運営費約3億円の回収が困難な状況と報じられた。2017年11月30日、西畠はイベント開催への批判に「ツリーを見るのが嫌な人は見なければいい」と発言したことが報道された。
11月24日、オンライン署名サイトChange.orgにてイベントの中止を求める請願が投稿され、8,000人以上の署名を集めた。

### 火事
読売新聞は2017年11月10日、西畠の話として「このアスナロが真っすぐできれいなのは、周囲の木々が山火事で焼けたことが原因だろう」と伝えた。15日にはそら植物園がリリースで「西畠清順からのメッセージ」として「周りが山火事に遭い、唯一生き延びた縁起のよい樹です」と発表、同日、ほぼ日刊イトイ新聞は「清順さんの思い」として「なぜこの木だけが、これほど大きくなったかというと、近くで山火事があったときも、この木だけは燃えずに残った、という歴史があるんです」と記した。
西畠は12月17日にInstagramで火事の日付について「昭和62年11月29日に実際に現地で火事があった」と明かした。しかし当時の新聞は同日の火事について、木造（一部）二階建て住宅約260㎡または約265㎡を全焼したと報じており、山火事とはしていなかった。『氷見市史』や『一刎八幡宮史』にはこの日の火事に関する記載はない。
東京新聞は12月24日、主催側の「山火事から唯一、生き残った木」という説明について木の元の所有者の妻が「『木の前にあった家が燃えたことがあった。それを聞き間違えたのでは』と首をひねった」と報じた。
サンデー毎日とYouTubeチャンネルで西畠の活動を批判した田中康夫に対し西畠は、翌年2月1日に弁護士を通じて慰謝料金100万円、動画と記事の削除、謝罪の文章ないし動画の掲載を要求する通知書を送付、その中で「通知人は、氷見市の森林組合の関係者から、昭和62年11月29日に発生した火災の際に本件樹木は無傷で生き残った旨の説明を受けたことから、同内容の発言をしたに留まります」と主張した。なお田中康夫はこの要求を拒否している。
2018年5月に実行委員会が公表した収支決算報告では「火災に見舞われた際にも延焼を免れた縁起の良い木」と表現が変えられた。

## バオバブの発売と終了

### 概要
2018年6月、日本出版販売株式会社（日販。現在の日販グループホールディングス株式会社）とそら植物園は合弁会社、日本緑化企画株式会社の設立を発表し、Ginza Sony Park（銀座ソニーパーク）の地上フロアにアヲ GINZA TOKYOをオープンすると発表した。西畠は同月24日、Instagramでそら植物園と『星の王子さま』のコラボレーションと称して夏にミニバオバブ挿し木セットを発売と記し、改変された『星の王子さま』のイラストを投稿、8月には日本緑化企画がバオバブの苗木と「オリジナルストーリーを掲載した西畠清順イラスト入りのバージョン」のパッケージの限定発売を発表した。
銀座ソニーパークの開園を前に商品への批判がふくらみ、Twitterで「#銀座ソニーパークださい」のハッシュタグができたこと、銀座ソニーパークを手掛けるソニー企業株式会社の社長である永野大輔が内覧会場で「個別の商品のことなので答えられない」と回答を避けたことが報じられた。ところが銀座ソニーパークが開園し商品が発売された2日後、ソニー企業はアヲ GINZA TOKYOと協議を行った結果として「当該商品の販売を終了して頂くことになりました」と発表した。しかしその後も日本緑化企画や日販、そら植物園、西畠が販売終了について発表することはなかった。

### 批判
原作『星の王子さま』でバオバブが恐怖の存在として描かれていることは日本緑化企画のリリースにもあったが、それだけでなくファシズムの象徴であると指摘された。バオバブ自体に『星の王子さま』の名を冠して販売した例はあるが、原作者による挿絵を改変して西畠と思われるキャラクターを描き足したことや、同じく原作ではバラに水やりをしていた「王子さま」の挿絵を改変し、バオバブに水やりをしているようにしたこと、そしてオリジナルストーリーを掲載したことについても批判が集まった。
商品を購入した田中康夫はパッケージにアントワーヌ・ド・サン＝テグジュペリの名が一切ないことを指摘、透明なシールにクレジットを印刷してパッケージの空欄に貼り付けられていることを伝えた。クレジットは「Le Petit Prince® ©LPP612 2018」とあり、日本では著作権保護期間が終了しているにもかかわらず著作権マークがある一方で、登録商標マークがあるにもかかわらず日本における商標の権利者は記されておらず、2014年から日本での総代理店になっているワーナー ブラザース ジャパンによるライセンス表記もなかった。

### 商標
日本緑化企画や西畠が「コラボレーション」を称するその傍らで日本緑化企画は自社を権利者として「星の王子さま」の商標を出願していたが、しかし出願は取り下げられ、2018年9月21日に確定した。

## 主な著書

### 著書
- 『プラントハンター 命を懸けて花を追う』（2011年3月28日、徳間書店）ISBN 9784198631383
  - 『プラントハンター 命を懸けて花を追う』（2014年12月1日、徳間書店 徳間文庫カレッジ）ISBN 9784199070228
- 『そらみみ植物園』（2013年7月9日、東京書籍）ISBN 9784487808083
  - 幻奇植物園. 啟動文化（2017年）ISBN 9789864930746 - 中国語翻訳版
- 『教えてくれたのは、植物でした 人生を花やかにするヒント』（2015年3月1日、徳間書店）ISBN 9784198639099
- 『プラントハンター西畠清順 人の心に植物を植える』（2015年9月17日、小学館）ISBN 9784778035167 - ＮＨＫで放映された番組を書籍化したもの
- 『はつみみ植物園』（2016年7月1日、東京書籍）ISBN 9784487808823

### 共著
- 『僕たちのために咲いてくれるんだと、今年は思っていいですか。桜を見上げよう Sakura Project』（共著者:箭内道彦）（2012年5月1日、日販アイ・ピー・エス）ISBN 9784905353690
- 『プラントハンター西畠清順: 人の心に植物を植える』（共著者:諏訪雄一 松村亮一、編:NHK取材班）（2015年9月17日、小学館）ISBN 9784778035167 - NHKスペシャル（2015年3月28日放映）で放映された番組を書籍化したもの[134]。

### 連載
- 2023年11月〜『DAIKIN design』ダイキン工業株式会社
- 2021年1月〜2022年12月『読楽』徳間書店
- 2014年12月〜2015年12月『ざ・いけのぼう』日本華道社
- 2012年7月〜2018年3月『MOMENTUM』日経 BP社
- 2012年4月〜2014年4月『趣味の園芸』NHK出版